# Народна република
Народна република е често използвано име от марксистко-ленинските правителства за назоваване на техните държави. Причината за използването на израза почива на твърдението, че марксистко-ленинското управление е в интерес на огромното мнозинство от хора и като такава, марксистко-ленинската република е народна република. Много от тези страни са наречени социалистически държави в конституциите си. Противниците на марксизма-ленинизма твърдят, че името „народна република“ се използва предимно с пропагандни цели. На Запад, страните, управлявани от марксистко-ленински правителства, понякога се наричат и комунистически държави, въпреки че те никога не използват такова име за себе си.
Китайската народна република е единствената марксистко-ленинска държава, която използва в името си Народна република, и американските медии понякога я наричат само The people's republic („Народната република“).
Две други държави също съдържат думите народна република в пълното си име:
- Лаос (Лаоска народнодемократична република)
- Северна Корея (Корейска народнодемократична република)

Историческите примери включват:
- Федеративна народна република Югославия (1945 – 1963)
  - Социалистическа федеративна република Югославия (1963 – 1992)
- Унгарска народна република (1949 – 1989)
- Монголска народна република (1924 – 1992)
- Народна социалистическа република Албания (1976 – 1992) В периода 1946 – 76 г. – Народна република Албания
- Народна република България (1946 – 1990)
- Бухарска народна съветска република (1920 – 1924)
- Румънска народна република (1947 – 1965)
  - Социалистическа република Румъния (1965 – 1989)
- Полска народна република (1952 – 1989)
- Народна демократична република Йемен (1967 – 1990)(1994)
- Народна република Бенин (1972 – 1993)
- Народна република Конго (1970 – 1992)
- Народна република Мозамбик (1975 – 1990)
- Народна република Ангола (1975 – 1992)

Други названия, използвани от марксистко-ленинските държави са „Демократична република“ (например: Германска демократична република) и „Социалистическа република“ (Социалистическа република Виетнам).
Въпреки това, тези термини не са характерни само за марксист-ленинистите. И трите могат да се срещнат в имената на страни, които не са комунистически. В днешно време има две републики, които не са марксистко-ленински: Алжир (Алжирска народно-демократична република) и Бангладеш (Народна република Бангладеш).